# جوشوا كوهن
جوشوا كوهن (بالإنجليزية: Joshua Cohen)‏ هو مؤلف وفيلسوف أمريكي، ولد في 1951.